# Atractus dunni
Atractus dunni là một loài rắn trong họ Colubridae. Loài này được Savage mô tả khoa học đầu tiên năm 1955.